# HD 33283 b
HD 33283 b és un exoplaneta que orbita al voltant de HD 33283. La massa del planeta és ¹/₃ cops la de Júpiter o més o menys la mateixa que la de Saturn. Tanmateix, el planeta orbita molt a la vora de l'estrella, necessitant només 18 dies per completar la seva òrbita amb una velocitat orbital de 86,5 km/s. Tot i així, la seva òrbita és caòtica, apropant-lo a 0,075 UA i allunyant-lo a 0,215 UA. L'astrònom Wladimir Lyra (2009) va proposar el nom Epimelius com a possible nom comú per al planeta.